# My jsme Valaši
My zme Valaši (ve spisovné češtině My jsme Valaši) je valašská lidová píseň složená Antonínem Matalíkem a jeho kapelou roku 1941. Je to jedna z nejznámějších valašských písní a někteří obyvatelé tohoto kraje ji berou za svou hymnu.
Na Valachách byl odjakživa tvrdý život, takže si jej lidé zpříjemňovali hudbou a folklórem. Antonín Matalík (1880–1955) se svou kapelou objížděl celou českou zem. Při účinkování v Praze v roce 1942 složil se svou kapelou píseň My zme Valaši zpívanou valašským nářečím. Tato píseň lid velice zaujala a na rozdíl od jiných lidových písní je zpívána i obyvateli nežijícími na Valašsku. Částečně se tato lidová píseň bere jako valašská hymna.
Píseň se stala stálým repertoárem na koncertech slavných valašských pěvců Jarmily Šulákové či Josefa Laži. Roku 2015 bylo vydáno album s názvem My zme Valaši, zpívané Josefem Lažou a Jarmilou Šulákovou.
Roku 2010 se na 130. výročí od narození strýca Matalíka uskutečnil koncert, jehož se zúčastnili i muzikantovi potomci. O proslov se postarala jeho pravnučka Irena Brouwerová. Vyzradila zde i několik rodinných tajemství a bylo vystaveno i Matalíkovo rodinné album a jeho housličky. Zahrály zde kapely Jasenka a Bača, jež provedly několik známých Matalíkových písní a popěvků.
Matalíkovo autorství je zdůrazněno vtipným dodatkem a ukončením písně a náš kapelník sú strýc Matalík.
Do roku 2020 tvořily první tóny písně melodii znělky na nádraží ve Valašském Meziříčí.